# Timarcha parvicollis
Timarcha parvicollis là một loài bọ cánh cứng trong họ Chrysomelidae. Loài này được Rosenhauer miêu tả khoa học năm 1856.